# Hermann Wöbbeking
Albert Karl Hermann Wöbbeking (* 25. Mai 1879 in Osterwald, Hameln; † 29. November 1956 in Altona, Hamburg) war ein deutscher Maler, Plakatkünstler, Werbegrafiker und Illustrator.

## Leben und Werk

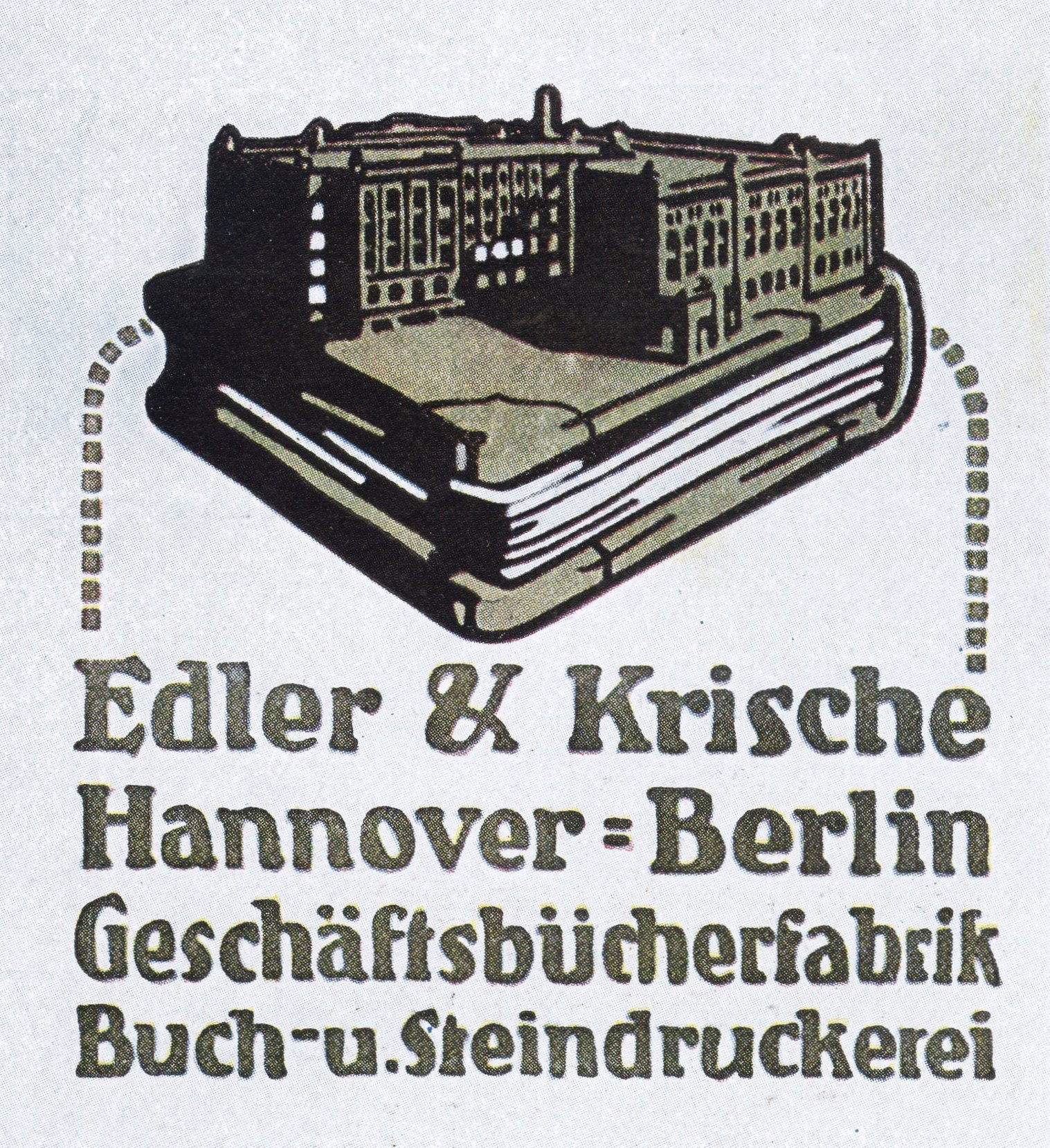
Nach Vorlage von Wöbbeking schuf der Baseler Künstler Paul Kammüller eine eigene Interpretation des überdimensionalen Geschäftsbuches als „Grundstück“ der Geschäftsbücherfabrik von Edler & Krische;
Illustrirte Zeitung (Ausschnitt) vom 20. April 1911

Um 1910 entwarf Wöbbeking für die in Hannover ansässige Geschäftsbücherfabrik mit angeschlossener Druckerei von Edler & Krische ein Plakat mit seiner aus den Buchstaben H W geformten Künstlersignatur. Wöbbekings Motiv – die Firmengebäude von Edler & Krische auf einem überdimensionalen Geschäftsbuch – fand wenig später Wiederverwendung in einer großformatigen, von Paul Kammüller in Basel gestalteten Werbeanzeige für die Firma und wurde in veränderter Form als Signet von Oskar Hermann Werner Hadank weiterentwickelt und 1920 in einem Werbeblatt von Walter Kersting in dem Periodikum Das Plakat. Zeitschrift des Vereins der Plakatfreunde e. V. verwendet.
Während des Ersten Weltkrieges, während dem die Stadt Hannover eine eigenständige Weltkriegssammlung aufbaute, entwarf Wöbbeking ein ebenfalls von Edler & Krische gedrucktes Plakat mit einem auf einem Pferd galoppierenden Kavalleristen anlässlich der in der Stadthalle gezeigten Kriegsausstellung. Das vielfarbige Plakat trägt den Hinweis „H. Wöbbeking.“ Das Titelblatt zum entsprechenden Ausstellungsführer trägt die Initialen H in einem nun beinahe kastenförmigen W des Künstlers. In dem Zeitraum verzeichnete das Adressbuch der Stadt Hannover Wöbbeking als „kunstgewerblichen Maler“ mit Wohnsitz im Hause Friedastraße 2.
Zur Zeit des Nationalsozialismus wirkte Wöbbeking in Hamburg.
Hermann Wöbbeking starb in der Nachkriegszeit im Alter von 75 Jahren in Altona.

## Weitere Werke (Auswahl)
- Im Klosterhof, Tempera auf Papier, Maße 48 × 32 cm; Museum für das Fürstentum Lüneburg[11]